# Проскурівська округа
Проску́рівська окру́га (рос. Проскуровский округ) — адміністративно-територіальна одиниця СРСР, що існувала в 1923—1930 роках у складі Української СРР. Окружний центр — місто Проскурів.

## Історія
Проскурівська округа була утворена в результаті адміністративно-територіальної реформи 7 березня 1923 року у складі Подільської губернії з частин Проскурівського, Летичівського, Літинського, Жмеринського, Кам'янецького повітів Подільської губернії і частини Старо-Костянтинівського повіту Волинської губернії. Окружний центр — місто Проскурів.
Була розташована в західній частині Української СРР. На півночі округа межувала із Шепетівською округою, на сході з Бердичівською і Вінницькою, на півдні з Могилівською і Кам'янецькою, на заході з Польщею.
Всеукраїнський з'їзд Рад, своєю постановою від 3 червня 1925 року ліквідовує поділ республіки на губернії. Республіка перейшла на триступеневу систему управління (центр — округа — район).
На 1 січня 1926 року Проскурівська округа налічувала 16 районів:
1. Бахматовецький,
2. Війтовецький,
3. Вовковинецький,
4. Волочиський,
5. Городоцький,
6. Деражнянський,
7. Кузьминський,
8. Летичівський,
9. Меджибізький,
10. Михалпільський,
11. Проскурівський,
12. Старо-Синявський,
13. Фельштинський,
14. Чорно-Острівський,
15. Юринецький
16. Ярмолинецький.

Кузьминський район розформований 21 березня 1929 року..
Постановою ВУЦВК і РНК УРСР від 13 червня 1930 року до складу Проскурівської округи увійшла розформована Кам'янецька округа.
15 вересня 1930 року на території Української СРР округи були ліквідовані, у результаті чого був здійснений перехід до двоступеневої системи управління (центр — район).

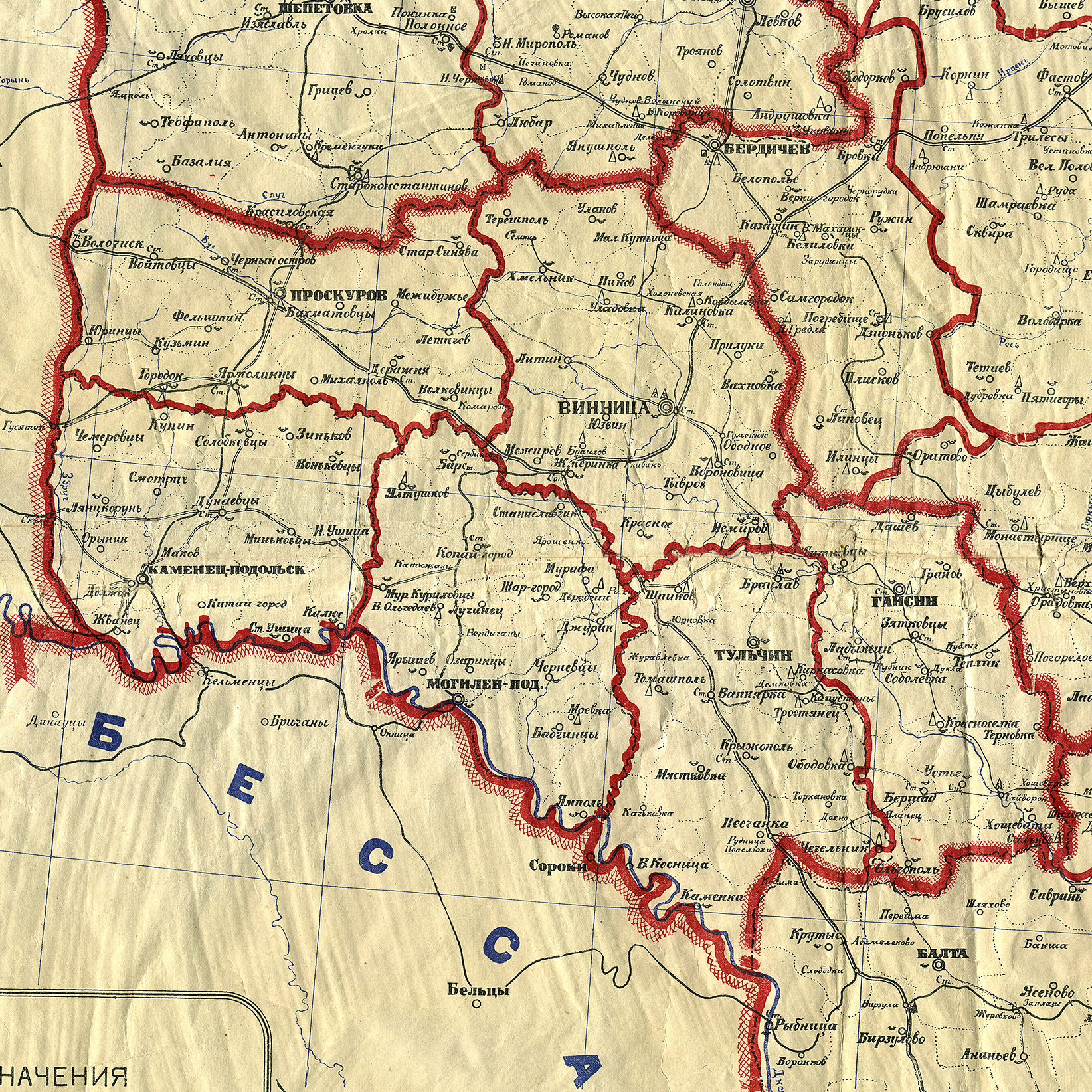
Карта Проскурівської округи у складі Подільської губернії, 1923
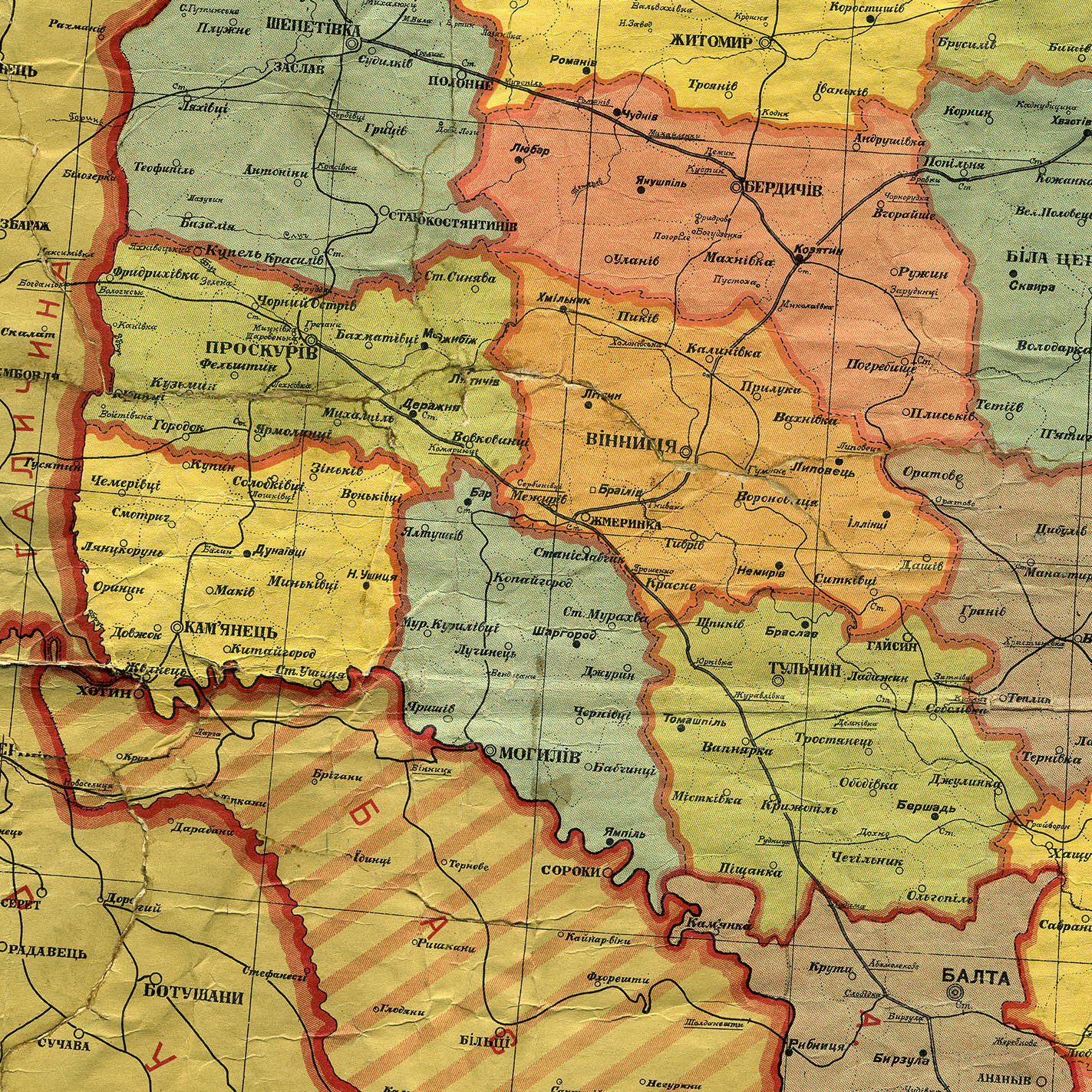
Карта Проскурівської округи, адміністративні межі станом на 1 жовтня 1925
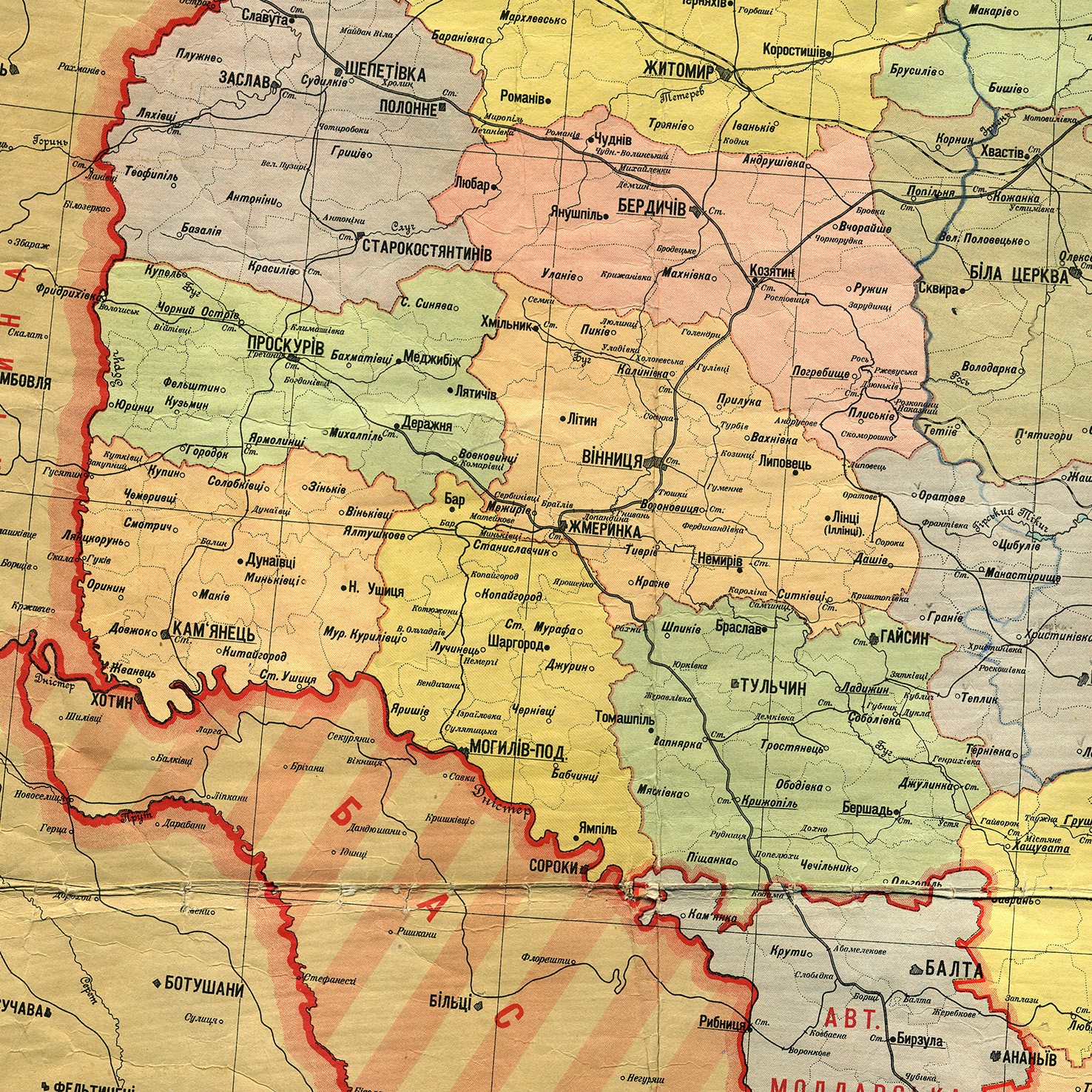
Карта Проскурівської округи, адміністративні межі станом на 1 березня 1927

## Населення
Згідно з Всесоюзним переписом населення 1926 року в окрузі постійно проживало 572 481 особа (48,55 % чоловіків, що становило 277 935 осіб і 51,45 % жінок — 294 546 осіб). З них 70 653 були міськими, а 501 828 — сільськими жителями.

### Національний склад
За національним складом 459 525 осіб (80,3 %) становили українці, 58 511 осіб (10,2 %) — поляки, 46 470 осіб (7,3 %) — євреї, 5 956 осіб (1,0 %) — росіяни, 414 осіб (0,07 %) — молдовани, 365 осіб (0,06 %) — білоруси, інші національності загалом становили 553 осіб (0,1 %), іноземці — 486 осіб (0,08 %).
Населення та національний склад районів округи за переписом 1926 року
|                        | населення | українці | поляки | євреї | росіяни | білоруси |
| ---------------------- | --------- | -------- | ------ | ----- | ------- | -------- |
| м. Проскурів           | 31 989    | 39,0     | 9,7    | 41,9  | 7,8     | 0,3      |
| Бахматовецький район   | 25 044    | 98,6     | 0,4    | 0,4   | 0,2     | 0,1      |
| Вовковинецький район   | 31 545    | 88,2     | 4,2    | 5,9   | 0,8     |          |
| Войтовецький район     | 30 521    | 73,4     | 19,8   | 6,4   | 0,3     |          |
| Волочиський район      | 43 249    | 77,3     | 14,6   | 5,4   | 2,3     | 0,1      |
| Городоцький район      | 37 118    | 70,8     | 21,7   | 6,8   | 0,3     |          |
| Деражнянський район    | 37 382    | 83,2     | 5,9    | 9,2   | 1,0     |          |
| Кузьминський район     | 30 133    | 83,7     | 12,9   | 3,2   | 0,1     |          |
| Летичівський район     | 35 821    | 79,8     | 11,1   | 7,3   | 1,1     | 0,1      |
| Меджибізький район     | 33 200    | 84,2     | 0,6    | 14,3  | 0,7     | 0,1      |
| Михалпільський район   | 28 242    | 89,9     | 5,0    | 4,4   | 0,4     | 0,1      |
| Проскурівський район   | 39 424    | 76,4     | 22,8   | 0,1   | 0,4     | 0,1      |
| Старосинявський район  | 36 181    | 89,2     | 3,4    | 7,0   | 0,3     |          |
| Фельштинський район    | 31 535    | 87,6     | 8,2    | 3,9   | 0,1     |          |
| Чорноострівський район | 35 161    | 85,9     | 5,5    | 8,0   | 0,3     | 0,1      |
| Юринецький район       | 28 995    | 73,8     | 16,4   | 8,5   | 1,2     |          |
| Ярмолинецький район    | 37 427    | 87,1     | 6,4    | 5,9   | 0,3     |          |
| Проскурівська округа   | 572 967   | 80,2     | 10,2   | 8,1   | 1,0     | 0,1      |

### Мовний склад
Рідна мова населення Проскурівської округи за переписом 1926 року
|                        | населення | українська | єврейська | польська | російська | інша |
| ---------------------- | --------- | ---------- | --------- | -------- | --------- | ---- |
| м. Проскурів           | 31 989    | 33,9       | 38,6      | 9,6      | 16,4      | 1,5  |
| Бахматовецький район   | 25 044    | 98,9       | 0,4       | 0,1      | 0,3       | 0,3  |
| Войтовецький район     | 30 521    | 80,0       | 6,3       | 13,0     | 0,4       | 0,3  |
| Вовковинецький район   | 31 545    | 89,7       | 5,7       | 2,4      | 1,4       | 0,8  |
| Волочиський район      | 43 249    | 84,3       | 5,1       | 7,4      | 2,9       | 0,3  |
| Городоцький район      | 37 118    | 75,7       | 6,7       | 16,8     | 0,5       | 0,3  |
| Деражнянський район    | 37 382    | 87,6       | 8,8       | 1,4      | 1,4       | 0,7  |
| Кузьминський район     | 30133     | 88,8       | 3,2       | 7,7      | 0,1       | 0,1  |
| Летичівський район     | 35 821    | 87,3       | 7,2       | 3,4      | 1,4       | 0,7  |
| Меджибізький район     | 33 200    | 84,1       | 13,3      | 0,4      | 1,1       | 1,0  |
| Михалпільський район   | 28 242    | 93,5       | 4,4       | 1,2      | 0,5       | 0,3  |
| Проскурівський район   | 39 424    | 78,3       | 0,1       | 20,8     | 0,4       | 0,3  |
| Старосинявський район  | 36 181    | 90,6       | 6,8       | 2,0      | 0,5       | 0,1  |
| Фельштинський район    | 31 535    | 92,6       | 3,9       | 3,1      | 0,2       | 0,3  |
| Чорноострівський район | 35 161    | 88,0       | 7,8       | 3,3      | 0,5       | 0,4  |
| Юринецький район       | 28 995    | 86,8       | 8,4       | 3,0      | 1,4       | 0,5  |
| Ярмолинецький район    | 37 427    | 91,2       | 5,8       | 2,2      | 0,6       | 0,3  |
| Проскурівська округа   | 572 967   | 84,0       | 7,8       | 6,0      | 1,8       | 0,5  |

## Керівники округи

### Відповідальні секретарі окружного комітетуКП(б)У
- Пученко В. В. (1924—1925),
- Фесенко Олександр Ксенофонтович (1925—1927),
- Блеєр Аполлон Дмитрович (1927—.10.1929),
- Малій Іларіон Васильович (.10.1929—.08.1930)

### Голови окружного виконавчого комітету
- Крапивін Григорій Омелянович (.05.1923—.08.1923),
- Турчинський І. В. (.08.1923—.11.1923),
- Горбань Михайло Карпович (.11.1923—.05.1924),
- Данішевський І. М. (.05.1924—1925),
- Руттер Олександр Михайлович (.03.1925—1926),
- Окраїнчук Леонтій Григорович (1927—.03.1929),
- Дідук Ф. П. (.03.1929—.04.1930)
- Горя І. П. (.04.1930—.06.1930)
- Конотоп Віктор Якович (.06.1930—.09.1930)